# Галина (Охајо)
Галина (енгл. Galena) град је у америчкој савезној држави Охајо.

## Демографија
По попису из 2010. године број становника је 653, што је 348 (114,1%) становника више него 2000. године.
| Група             | 2000.       | 2010.       |
| Белци             | 293 (96,1%) | 587 (89,9%) |
| Афроамериканци    | 0 (0,0%)    | 17 (2,6%)   |
| Азијати           | 0 (0,0%)    | 22 (3,4%)   |
| Хиспаноамериканци | 5 (1,6%)    | 15 (2,3%)   |
| Укупно            | 305         | 653         |